# Norfenfluramin
Norfenfluramin (3-trifluorometilamfetamin) je lek iz amfetaminske familije koji se ponaša kao agens otpuštanja serotonina i norepinefrina i kao potentan agonist , , i  receptora. Dejstvo norfenfluramina na  receptore na srčanim zaliscima dovodi do karakterističnog obrasca otkazivanja srca nakon proliferacije srčanih fibroblasta na trikaspidni zalizak, poznatog kao srčana fibroza. Ova nuspojava je dovela do povlačenja fenfluramina sa tržišta kao anoreksičnog agensa širom sveta, i do povlačenja benfluoreksa u Evropi, jer oba, fenfluramin i benfluoreks, formiraju norfenfluramin kao aktivni metabolit.